# Богушова
Богушова (пол. Boguszowa) — село в Польщі, у гміні Хелмець Новосондецького повіту Малопольського воєводства.